# Expeditie van Ali ibn Abi Talib (Al-Fuls)
De Expeditie van Ali ibn Abi Talib (Al-Fuls) vond plaats in rabi' al-thani 9 AH (augustus 630).
Mohammed stuurde Ali ibn Aboe Talib met 150 man op pad om het afgodsbeeld al-Fuls (al-Qullus) te verwoesten. Dit afgodsbeeld werd aanbeden door de stam Banu Tai. 100 van de strijders gingen per kameel, de andere 50 per paard. Ali nam een zwarte vlag en een witte banier met zich mee. Vroeg in de morgen voerde Ali een verrassingsaanval uit. Hij verwoestte het beeld en nam veel kamelen en schapen buit. In een kluis bij het beeld werden drie zwaarden en drie maliënkolders gevonden. Daarnaast werden mannen, vrouwen en kinderen gevangengenomen. Adi bin Hatim, de leider van de stam, wist te ontsnappen naar Syrië. Zijn zus werd gevangengenomen.